# Sivel SD 28 Trittico
Il Sivel SD 28 Trittico fu un aereo da acrobazia monoplano sviluppato dall'azienda aeronautica italiana Sivel Aeronautica s.r.l. nei primi anni novanta del XX secolo, derivato dal precedente aereo da turismo SD 27 Corriedale.

## Storia del progetto
Nei primi anni novanta del XX secolo la ditta di costruzioni aeronautiche Sivel Aeronautica s.r.l. costruì, e certificò secondo la nuova normativa JAR-VLA, un velivolo che fu designato SD 27 Corriedale, primo velivolo certificato in Italia secondo le nuove normative JAR. Tale nuovo standard di progettazione, adottato in sede europea e accettato anche negli USA, Canada, Australia e altri paesi era meno severo del precedente FAR 23 usato per certificare tutti i velivoli con peso massimo al decollo superiore ai 4 500 kg. Derivandolo dallo SD 27, la Sivel Aeronautica s.r.l. progettò e realizzò un aereo da addestramento acrobatico, che fu designato SD 28 Trittico, il cui prototipo andò in volo per la prima volta nel 1995.

## Descrizione tecnica
Il Sivel SD 28 Trittico era un monoplano ad ala bassa, monomotore, biposto. Le ali e i piani di coda avevano forma rettangolare. Il tronco alare della fusoliera era realizzato in tubi di acciaio con rivestimento dei pannelli in composito, mentre l'intera trave di coda, le ali e gli impennaggi erano in alluminio.
La cabina di pilotaggio poteva contenere due persone, collocate su sedili affiancati, ed era dotata di doppi comandi. Il propulsore era un Lycoming O-320 a 4 cilindri orizzontali contrapposti raffreddati ad aria, erogante la potenza di 160 hp (119 kW). Il carrello di atterraggio era triciclo anteriore fisso.

### Annotazioni
1. ↑  Direttore tecnico dell'azienda  era allora l'ingegnere Ernesto Valtorta.

### Fonti
1. 1 2 3 4 5 6 7 8  Taylor 1996, p. 407.
2. ↑  Romagnoli 1995, p. 55.
3. ↑  Romagnoli 1995, p. 58.